# Szlak Architektury Drewnianej (województwo małopolskie)

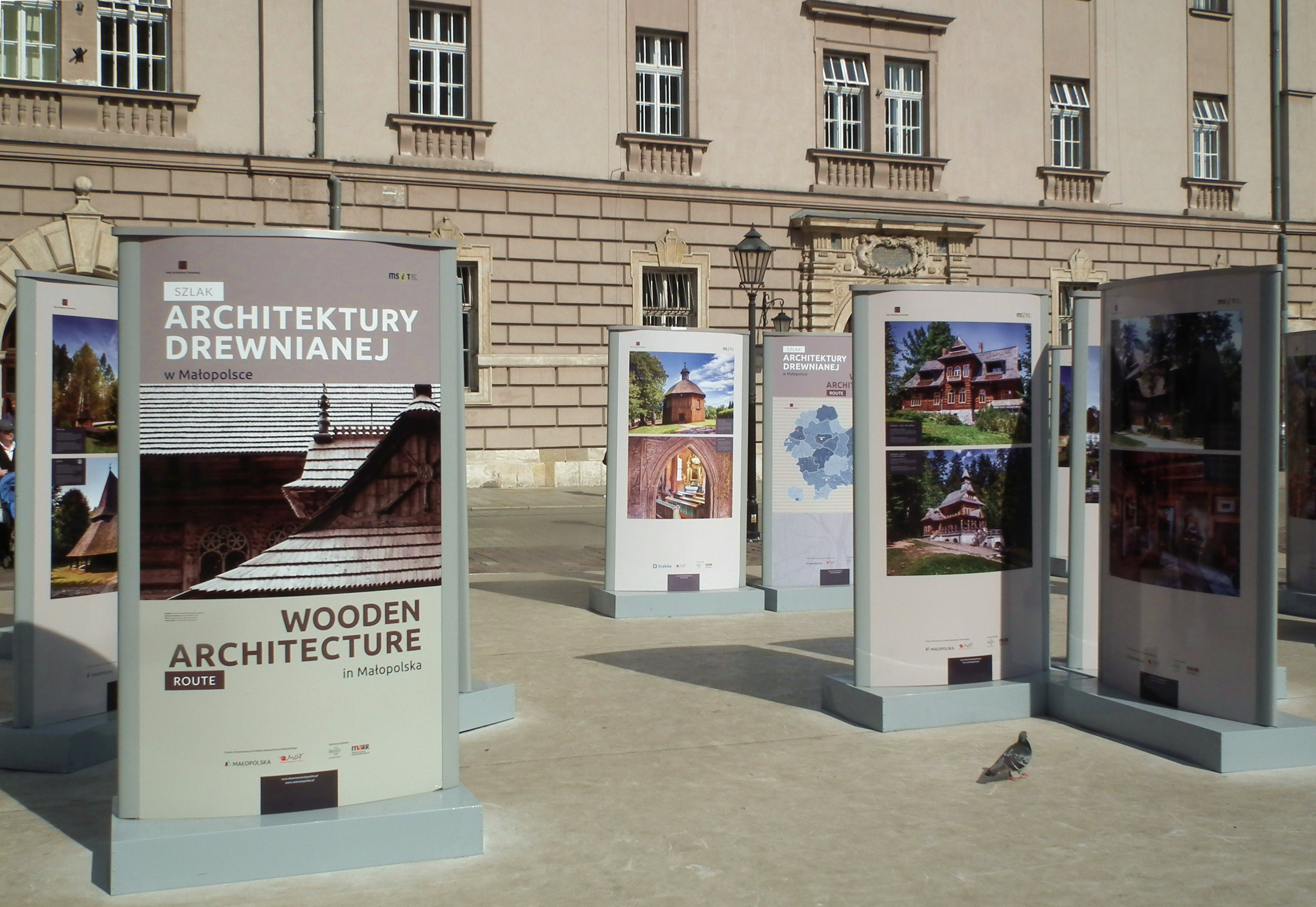
Promocja szlaku w Krakowie (2017)

Szlak Architektury Drewnianej w województwie małopolskim, o długości ponad 1500 km, obejmuje 253 zespoły architektoniczne od kościołów, cerkwi, kaplic i dzwonnic po spichlerze, wiejskie chałupy i szlacheckie dwory, z czego osiem obiektów znajduje się liście światowego dziedzictwa UNESCO. Szlak w województwie małopolskim podzielony jest na cztery trasy.
Szlak Architektury Drewnianej powstał w 2001 roku i obejmuje województwa małopolskie, śląskie, świętokrzyskie i podkarpackie. Po opracowaniu koncepcji szlaku i podpisaniu umowy między województwami o współpracy w zakresie jego tworzenia, w latach 2001–2003 wszystkie obiekty zostały oznakowane tablicami, a dojazd do nich znakami drogowymi. Oznakowanie zostało odświeżone i uzupełnione w 2008 roku.
Od 2007 roku, w wybranych obiektach na Szlaku Architektury Drewnianej organizowany jest cykl koncertów pod nazwą „Muzyka Zaklęta w Drewnie”.

## Wykaz zabytków

### Trasa Nowy Sącz i Gorlice
| Miejscowość        | Zdjęcie                   | Nazwa obiektu                                                                    | Adres i lokalizacja | Czas powstania        | Uwagi |
| ------------------ | ------------------------- | -------------------------------------------------------------------------------- | ------------------- | --------------------- | --- |
| Andrzejówka        |                           | Cerkiew Zaśnięcia Bogarodzicy w Andrzejówce                                      |                     | 1860–1864             | |
| Banica             |                           | Cerkiew św. św. Kosmy i Damiana w Banicy                                         |                     | połowa XVIII wieku    | |
| Bartne             |                           | Cerkiew Świętych Kosmy i Damiana w Bartnem (greckokatolicka)                     |                     | 1842                  | |
| Bartne             |                           | Cerkiew prawosławna Świętych Kosmy i Damiana w Bartnem                           |                     | 1928                  | cerkiew trójdzielna z wieżą, wyposażenie cerkiewne z XVIII i XIX wieku |
| Bartne             |                           | Zabudowa łemkowska w Bartnem                                                     |                     | XIX wiek              | fragmenty zagród z chałupami z XIX wieku |
| Berest             |                           | Cerkiew greckokatolicka św. św. Kosmy i Damiana w Bereście                       |                     | 1842                  | zachowany kompletny XVIII-wieczny ikonostas |
| Bielanka           |                           | Cerkiew Opieki Najświętszej Marii Panny w Bielance                               |                     | 1773                  | |
| Binarowa           |                           | Kościół św. Michała Archanioła w Binarowej                                       |                     | 1500                  | kościół jednonawowy z wieżą i kaplicą; wewnątrz cenne malowidła z XVI i XVII wieku oraz gotycka rzeźba Matki Boskiej z ok. 1400. Obiekt wpisany na listę światowego dziedzictwa UNESCO. |
| Binczarowa         |                           | Cerkiew greckokatolicka św. Dymitra w Binczarowej                                |                     | 1760                  | cerkiew trójdzielna z wieżą izbicową; z polichromią figuralną z 1549 i 1649; w sąsiedztwie zespół architektury plebańskiej: plebania, organistówka, stodoła, spichlerz, szpital ubogich |
| Bodaki             |                           | Cerkiew prawosławna św. Dymitra w Bodakach                                       |                     | 1932–1934             | |
| Bodaki             |                           | Cerkiew św. Dymitra w Bodakach (greckokatolicka)                                 |                     | 1902                  | |
| Bogusza            |                           | Cerkiew św. Dymitra w Boguszy                                                    |                     | 1858                  | cenne wyposażenie z XVII-XIX wieku |
| Brunary            |                           | Cerkiew św. Michała Archanioła w Brunarach                                       |                     | 1797                  | cerkiew trójdzielna z wieżą izbicową, Obiekt wpisany na listę światowego dziedzictwa UNESCO.                                                                                            |
| Chomranice         |                           | Kościół Imienia Najświętszej Marii Panny w Chomranicach                          |                     | 1691–1692             | |
| Ciężkowice         |                           | zabudowa w Ciężkowicach                                                          |                     | XVII i XIX wiek       | zachowany układ urbanistyczny, domy z XVII i XIX w., usytuowane szczytowo z podcieniami na słupach z zastrzałami                                                                        |
| Czarna             |                           | Cerkiew św. Dymitra w Czarnej                                                    |                     | XVIII wiek            | cerkiew o cechach klasycystycznych z fasadą w kształcie portyku |
| Czermna            |                           | Kościół św. Marcina w Czermnej                                                   |                     | 1520                  | |
| Czyrna             |                           | Cerkiew św. Paraskewy w Czyrnej                                                  |                     | 1893                  | |
| Dobra              |                           | Kościół pomocniczy św. św. Szymona i Judy Tadeusza w Dobrej                      |                     | koniec XVII wieku     | |
| Dubne              |                           | Cerkiew św. Michała Archanioła w Dubnem                                          |                     | 1861                  | |
| Gładyszów          |                           | Cerkiew Narodzenia św. Jana Chrzciciela w Gładyszowie                            |                     | 1857                  | |
| Gładyszów          |                           | Cerkiew Wniebowstąpienia Pańskiego w Gładyszowie                                 |                     | 1938–1939             | |
| Grybów             |                           | Stara plebania w Grybowie                                                        |                     |                       | mieści się tu Muzeum Parafialne w Grybowie, a w jego kolekcji między innymi gotyckie obrazy z XV i XVI wieku                                                                            |
| Hańczowa           |                           | Cerkiew Opieki Matki Bożej w Hańczowej                                           |                     | I połowa XIX wieku    | cerkiew trójdzielna z wieżą izbicową, kompletne wyposażenie cerkiewne z XVIII i XIX wieku; jedna z najlepiej zachowanych cerkwi łemkowskich                                             |
| Jastrzębia         |                           | Kościół św. Bartłomieja Apostoła w Jastrzębi                                     |                     | początek XVI wieku    | kościół jednonawowy z wieżą, wewnątrz XVIII-wieczne wyposażenie |
| Jodłownik          |                           | Kościół pomocniczy Narodzenia NMP                                                |                     | 1585                  | kościół jednonawowy z wieżą izbicową |
| Jurków             |                           | Kościół Matki Bożej Nieustającej Pomocy w Jurkowie                               |                     | 1913                  | |
| Just               |                           | Kościół Narodzenia Najświętszej Maryi Panny na Juście                            |                     | II połowa XVII wieku  | wewnątrz kamienna chrzcielnica |
| Kamionka Mała      |                           | Kaplica znajdująca się na cmentarzu wojennym nr 357                              |                     |                       | |
| Kamionka Mała      |                           | Kościół św. Katarzyny                                                            |                     | II połowa XVIII wieku | |
| Kasina Wielka      |                           | Kościół św. Marii Magdaleny w Kasinie Wielkiej                                   |                     | 1678                  | |
| Kąclowa            |                           | Kościół św. Wojciecha w Kąclowej                                                 |                     | 1926–1929             | |
| Konieczna          |                           | Cerkiew św. Bazylego Wielkiego w Koniecznej                                      |                     | 1903                  | |
| Królowa Górna      |                           | Cerkiew Narodzenia Bogurodzicy w Królowej Górnej                                 |                     | 1815                  | wewnątrz ikona Matki Boskiej „Orantki” |
| Krużlowa Wyżna     |                           | Kościół Narodzenia Najświętszej Maryi Panny w Krużlowej Wyżnej                   |                     | 1520                  | kościół jednonawowy z wieżą nakrytą hełmem cebulowym; wewnątrz malowidła z XVI wieku i krucyfiks z 1520                                                                                 |
| Krynica-Zdrój      |                           | Kościół Przemienienia Pańskiego i Matki Boskiej Częstochowskiej w Krynicy-Zdroju |                     | 1863                  | |
| Krynica-Zdrój      |                           | Willa Romanówka                                                                  |                     | XIX wiek              | mieści się tu Muzeum Nikifora w Krynicy-Zdroju |
| Krynica-Zdrój      |                           | Zabudowa uzdrowiskowa w Krynicy                                                  |                     | XIX wiek              | zabudowa zdrojowa willami i pensjonatami w większości w stylu tyrolskim oraz ośmioboczna kaplica zdrojowa z 1862                                                                        |
| Krynica-Zdrój      |                           | Cerkiew Opieki Bogurodzicy w Krynicy Słotwinach                                  |                     | 1887–1888             | |
| Krzywa             |                           | Cerkiew św. św. Kosmy i Damiana w Krzywej                                        |                     | 1924                  | |
| Kunkowa            |                           | Cerkiew św. Łukasza Apostoła w Kunkowej                                          |                     | 1868                  | |
| Kwiatoń            |                           | Cerkiew greckokatolicka św. Paraskewii w Kwiatoniu                               |                     | II połowa XVII wieku  | cerkiew trójdzielna z wieżą izbicową. Obiekt wpisany na listę światowego dziedzictwa UNESCO.                                                                                            |
| Laskowa            |                           | Dwór w Laskowej                                                                  |                     | 1677                  | dwór barokowy |
| Leluchów           |                           | Cerkiew św. Dymitra w Leluchowie                                                 |                     | 1861                  | |
| Leszczyny          |                           | Cerkiew św. Łukasza w Leszczynach                                                |                     | 1835                  | |
| Libusza            |                           | Kościół Narodzenia NMP                                                           |                     | 1513                  | kościół odbudowany po pożarze w 1986, w lutym 2016 powtórnie spalony |
| Łosie              |                           | Cerkiew Narodzenia Najświętszej Marii Panny w Łosiu                              |                     | 1810                  | |
| Łosie              | Zagroda Maziarska w Łosiu |                                                                                  |                     |                       | |
| Łososina Górna     |                           | Kościół Wszystkich Świętych                                                      |                     | 1778                  | |
| Łukowica           |                           | Kościół św. Andrzeja Apostoła                                                    |                     |                       | |
| Męcina             |                           | Kościół św. Antoniego w Męcinie                                                  |                     | 1638                  | |
| Męcina Wielka      |                           | Cerkiew św. św. Kosmy i Damiana w Męcinie Wielkiej                               |                     | 1807                  | |
| Milik              |                           | Cerkiew św. św. Kosmy i Damiana w Miliku                                         |                     | 1813                  | cerkiew trójdzielna z wieżą izbicową, ikony z wieku XVI i IX |
| Mochnaczka Niżna   |                           | Cerkiew św. Michała Archanioła w Mochnaczce                                      |                     | XVIII wiek            | |
| Mogilno            |                           | Kościół św. Marcina w Mogilnie                                                   |                     | 1765                  | |
| Moszczenica        |                           | Kaplica Chrystusa w Ciemnicy w Moszczenicy                                       |                     | 1680                  | kaplica cmentarna, ośmioboczna, nakryta dachem wielopołaciowym z latarnią |
| Moszczenica Niżna  |                           | Kościół św. Mikołaja w Moszczenicy Niżnej                                        |                     | II połowa XVI wieku   | |
| Muszyna            |                           | Zabudowa mieszczańska w Muszynie                                                 |                     | XIX wiek              | |
| Muszynka           |                           | Cerkiew św. Jana Ewangelisty w Muszynce                                          |                     | XVIII wiek            | |
| Nowica             |                           | Cerkiew św. Paraskewy w Nowicy                                                   |                     |                       | |
| Nowy Sącz          |                           | Sądecki Park Etnograficzny                                                       |                     | XVII–XIX wiek         | skansen budownictwa obszaru Lachów sądeckich i łemkowskiego, oddział Muzeum Ziemi Sądeckiej                                                                                             |
| Nowy Sącz          |                           | Kościół św. Heleny w Nowym Sączu                                                 |                     | 1686                  | |
| Nowy Sącz          |                           | Kościół św. Rocha w Nowym Sączu                                                  |                     | 1595–1608             | |
| Owczary            |                           | Cerkiew Opieki Matki Bożej w Owczarach                                           |                     | 1653                  | wewnątrz kompletne wyposażenie cerkiewne z XVII-XIX wieku, Obiekt wpisany na listę światowego dziedzictwa UNESCO.                                                                       |
| Pętna              |                           | Dzwonnica przy cerkwi greckokatolickiej św. Paraskewii                           |                     | 1700                  | |
| Piorunka           |                           | Cerkiew Świętych Kosmy i Damiana w Piorunce                                      |                     | 1798                  | |
| Pisarzowa          |                           | Kościół św. Jana Ewangelisty w Pisarzowej                                        |                     | 1713                  | |
| Podole-Górowa      |                           | Kościół Podwyższenia Krzyża Świętego w Podolu-Górowej                            |                     | I połowa XVI wieku    | wewnątrz cenne malowidła ścienne z 1542 |
| Polany             |                           | Cerkiew św. Michała Archanioła w Polanach                                        |                     | 1820                  | |
| Polna              |                           | Kościół św. Andrzeja Apostoła w Polnej                                           |                     | I połowa XVI wieku    | wewnątrz ołtarz i sprzęty z XVIII wieku oraz malowidła z XVI i XVII wieku |
| Poręba Wielka      |                           | Muzeum Biograficzne Władysława Orkana „Orkanówka”                                |                     |                       | |
| Powroźnik          |                           | Cerkiew św. Jakuba w Powroźniku                                                  |                     | 1600                  | jedna z najcenniejszych cerkwi grupy zachodniej łemkowskiej, Obiekt wpisany na listę światowego dziedzictwa UNESCO.                                                                     |
| Przydonica         |                           | Kościół Matki Boskiej Różańcowej w Przydonicy                                    |                     | 1527                  | wewnątrz malowidła ścienne 1527 oraz dwa kompletne tryptyki gotyckie z XV wieku |
| Przysłup           |                           | Cerkiew św. Michała Archanioła w Przysłupie                                      |                     | 1756                  | |
| Ptaszkowa          |                           | Kościół Wszystkich Świętych w Ptaszkowej                                         |                     | 1555                  | kościół jednonawowy z parą kaplic o charakterze transeptu z wieżą |
| Ropa               |                           | Kościół św. Michała Archanioła w Ropie                                           |                     | 1761                  | kościół z dwiema murowanymi wieżami, wewnątrz barokowe wyposażenie |
| Ropica Górna       |                           | Cerkiew św. Michała Archanioła w Ropicy Górnej                                   |                     |                       | |
| Rozdziele          |                           | Kościół św. Jakuba w Rozdzielu                                                   |                     | 1563                  | Ufundowany przez króla Zygmunta Augusta.Przeniesiony belka po belce z Królówki do Rozdziela w 1986 roku.                                                                                |
| Rożnowice          |                           | Kościół pomocniczy św. Andrzeja w Rożnowicach                                    |                     | 1756–1764             | kościół trójnawowy z charakterystyczną wieżą, jeden z najcenniejszych drewnianych kościołów barokowych                                                                                  |
| Rożnów             |                           | Kościół św. Wojciecha w Rożnowie                                                 |                     | 1662                  | |
| Rzepiennik Biskupi |                           | Kościół pomocniczy św. Jana Chrzciciela w Rzepienniku Biskupim                   |                     | początek XVI wieku    | wewnątrz tryptyk z XVI wieku oraz wyposażenie manierystyczne i barokowe |
| Sękowa             |                           | Kościół filialny św, św. Filipa i Jakuba w Sękowej                               |                     | 1520                  | kościół jednonawowy z wieżą, obudowany podcieniami. Obiekt wpisany na listę światowego dziedzictwa UNESCO.                                                                              |
| Skwirtne           |                           | Cerkiew filialna greckokatolicka św. św. Kosmy i Damiana w Skwirtnem             |                     | 1837                  | wyposażenie z XVIII i XIX wieku |
| Stary Sącz         |                           | Zabudowa w Starym Sączu                                                          |                     | XVIII i XIX wiek      | rezerwat urbanistyczny, przy rynku czworobocznym liczne domy drewniane |
| Stróże             |                           | Muzeum Pszczelarstwa im. Bogdana Szymusika w Stróżach                            |                     |                       | skansen założony w 2000 |
| Szalowa            |                           | Kościół św. Michała Archanioła                                                   |                     | 1736                  | najcenniejszy drewniany kościół barokowy w Małopolsce |
| Szczawnik          |                           | Cerkiew św. Dymitra w Szczawniku                                                 |                     | 1841                  | |
| Szyk               |                           | Kościół św. Stanisława Biskupa i św. Barbary                                     |                     | 1633                  | wewnątrz piękne malowidła ścienne z przełomu XVI i XVII wieku |
| Szymbark           |                           | Kościół pomocniczy św. Wojciecha w Szymbarku                                     |                     | 1782                  | kościół jednonawowy ze szczytem o falistym wykroju |
| Szymbark           |                           | Cerkiew greckokatolicka Narodzenia Bogarodzicy                                   |                     | 1790 lub 1821         | |
| Szymbark           |                           | Skansen Wsi Pogórzańskiej im. prof. Romana Reinfussa w Szymbarku                 |                     |                       | skansen, oddział Muzeum Ziemi Sądeckiej |
| Śnietnica          |                           | Cerkiew św. Dymitra w Śnietnicy                                                  |                     | 1755                  | |
| Świdnik            |                           | Dwór Wielogłowskich w Świdniku                                                   |                     |                       | |
| Tabaszowa          |                           | Kościół św. Mikołaja w Tabaszowej                                                |                     | 1753                  | |
| Tylicz             |                           | Cerkiew św. św. Kosmy i Damiana w Tyliczu                                        |                     | 1743                  | cerkiew z wieżą o pozornej izbicy |
| Tylicz             |                           | Kościół Świętych Apostołów Piotra i Pawła w Tyliczu                              |                     | 1612                  | wnętrze z przełomu XVII i XVIII wieku |
| Mochnaczka Niżna   |                           | Cerkiew św. Michała Archanioła w Mochnaczce                                      |                     | XVIII wiek            | |
| Uście Gorlickie    |                           | Cerkiew św. Paraskewy w Uściu Gorlickim                                          |                     | 1786                  | wyposażenie z XVIII i XIX wieku |
| Wielogłowy         |                           | Dwór w Wielogłowach                                                              |                     | XVII wiek             | |
| Wierchomla Wielka  |                           | Cerkiew św. Michała Archanioła w Wierchomli Wielkiej                             |                     | 1821                  | |
| Wilczyska          |                           | Kościół św. Stanisława Biskupa i Męczennika w Wilczyskach                        |                     | XVII wiek             | |
| Wilkowisko         |                           | Kościół św. Katarzyny                                                            |                     | 1923–1927             | wybudowany na wzór świątyni z XVI wieku, która spłonęła w 1916 |
| Wojkowa            |                           | Cerkiew św. św. Kosmy i Damiana w Wojkowej                                       |                     | 1790 lub 1792         | trójdzielna wieża izbicowa, zachowane wyposażenie cerkiewne z XVII i XIX wieku |
| Wołowiec           |                           | Cerkiew Opieki Matki Bożej w Wołowcu                                             |                     | XVIII wiek            | |
| Wysowa             |                           | Cerkiew św. Michała Archanioła w Wysowej                                         |                     | 1779                  | kompletne wyposażenie cerkiewne z przełomu XVIII i XIX wieku |
| Wysowa             |                           | Kościół Najświętszej Marii Panny Wniebowziętej w Wysowej-Zdroju                  |                     | 1936–1938             | |
| Zdynia             |                           | Cerkiew Opieki Matki Bożej w Zdyni                                               |                     | 1786 lub 1795         | |
| Złockie            |                           | Cerkiew św. Dymitra w Złockiem                                                   |                     | 1873                  | cerkiew trójkopułowa z dobudowaną wieżą |

### Trasa Tarnów i okolice
| Miejscowość       | Zdjęcie               | Nazwa obiektu                                                    | Adres i lokalizacja                                 | Czas powstania         | Uwagi |
| ----------------- | --------------------- | ---------------------------------------------------------------- | --------------------------------------------------- | ---------------------- | --- |
| Biesiadki         |                       | Zabudowa drewniana w Biesiadkach                                 |                                                     | 20-lecie międzywojenne | |
| Biesiadki         |                       | Kościół św. Mateusza Ewangelisty w Biesiadkach                   | Biesiadki 16                                        | 1661                   | |
| Bochnia           |                       | Dzwonnica przy kościele św. Mikołaja                             | Plac św. Kingi 9                                    | 1991                   | jest to rekonstrukcja dzwonnicy z początku XVI wieku, która spłonęła w 1987 |
| Brzesko           |                       | Dawny teatr letni i osiedle robotnicze w Brzesku                 | ul. Wesoła                                          | 1902                   | |
| Brzeźnica         |                       | Kościół św. Stanisława Biskupa w Brzeźnicy                       |                                                     | 1632                   | |
| Brzozowa          |                       | Kościół św. Mikołaja Biskupa w Brzozowej                         |                                                     | XVI wiek               | |
| Chronów           |                       | Kościół Ducha Świętego w Chronowie                               |                                                     | XVI wiek               | |
| Czchów            |                       | Drewniana zabudowa w Czchowie                                    |                                                     |                        | |
| Dąbrowa Tarnowska |                       | Kościół Wszystkich Świętych w Dąbrowie Tarnowskiej               |                                                     | 1771                   | kościół barokowy, wzniesiony „na zrąb” |
| Dołęga            |                       | Dwór w Dołędze                                                   |                                                     | 1845                   | obecnie mieści się tu oddział Muzeum Ziemi Tarnowskiej w Tarnowie |
| Gawłów            |                       | Kościół św. Andrzeja Boboli w Gawłowie                           |                                                     | 1806                   | |
| Gosprzydowa       |                       | Kościół św. Urszuli w Gosprzydowej                               |                                                     | 1694 lub 1697          | kościół jednonawowy, otoczony krużgankami. wolno stojąca dzwonnica z XVIII w |
| Gromnik           |                       | Kościół św. Marcina w Gromniku                                   |                                                     | 1727                   | kościół jednonawowy z wieżą ośmiokątną, zachowane bogate detale ciesielskie |
| Iwkowa            |                       | Kościół cmentarny Nawiedzenia Najświętszej Marii Panny           |                                                     | II połowa XV wieku     | wewnątrz malowidła ścienne z 1619 |
| Jurków            |                       | Kościół Przemienienia Pańskiego w Jurkowie                       |                                                     | XVIII wiek             | |
| Krzyżanowice      |                       | Kościół św. Joachima w Krzyżanowicach                            |                                                     | 1746                   | |
| Lipnica Murowana  |                       | Drewniana zabudowa Lipnicy Murowanej                             |                                                     |                        | zachowane średniowieczne założenie urbanistyczne i zabudowa w skali pierwotnej, przy rynku domy parterowe podcieniowe, usytuowane szczytowo                                                |
| Lipnica Murowana  |                       | Kościół św. Leonarda                                             |                                                     | XV–XVI wiek            | jeden z najlepiej zachowanych kościołów średniowiecznych w skali kraju, wewnątrz cenne malowidła i wyposażenie. Obiekt wpisany na listę światowego dziedzictwa UNESCO.                     |
| Mokrzyska         |                       | Zespół zabudowy drewnianej w Mokrzyskach                         |                                                     |                        | |
| Nowy Wiśnicz      |                       | Dwór „Koryznówka”                                                |                                                     | lata 50. XIX wieku     | obecnie mieści się tu Muzeum Pamiątek po Janie Matejce |
| Odporyszów        |                       | Muzeum im. Jana Wnęka w Odporyszowie                             |                                                     |                        | |
| Pogwizdów         |                       | Kościół Świętych Apostołów Szymona i Judy Tadeusza w Pogwizdowie |                                                     | XV wiek                | |
| Rajbrot           |                       | Kościół Narodzenia Najświętszej Maryi Panny w Rajbrocie          |                                                     | początek XVI wieku     | wewnątrz rzeźby późnogotyckie |
| Rajbrot           | Spichlerz w Rajbrocie |                                                                  |                                                     |                        | |
| Ryglice           |                       | Spichlerz podworski w Ryglicach                                  |                                                     | 1757                   | |
| Siemiechów        |                       | Kościół Matki Boskiej Gromnicznej w Siemiechowie                 |                                                     | przełom XV i XVI wieku | malowidła ścienne z wieku XVI i XVII |
| Skrzyszów         |                       | Kościół św. Stanisława Biskupa w Skrzyszowie                     | Skrzyszów 1                                         | 1517                   | kościół jednonawowy z parą kaplic i wieżą, otoczony krużgankami, w ołtarzu obrazy późnogotyckie, rzeźba św. Barbary z 1500                                                                 |
| Sobolów           |                       | Kościół Wszystkich Świętych w Sobolowie                          |                                                     | XVI wiek               | |
| Strzelce Wielkie  |                       | Kościół św. Sebastiana w Strzelcach Wielkich                     |                                                     | 1784–1785              | |
| Szczepanów        |                       | Zabudowa w Szczepanowie                                          |                                                     |                        | |
| Tarnów            |                       | Kościół Matki Boskiej Szkaplerznej w Tarnowie „na Burku”         | skrzyżowanie Narutowicza i Najświętszej Maryi Panny | 1448                   | obecnie kościół ma wezwanie Najświętszej Marii Panny Wniebowziętej, wyposażenie wnętrza z XVIII wieku                                                                                      |
| Tarnów            |                       | Kościół Świętej Trójcy na Terlikówce                             | ul. Tuchowska                                       | 1563–1589              | zarówno dach, jak i ściany świątyni podbite są gontem, wnętrze późnorenesansowe, ze współczesnymi obrazami                                                                                 |
| Tymowa            |                       | Kościół św. Mikołaja Biskupa w Tymowej                           |                                                     | 1764                   | kościół trójnawowy, otoczony krużgankami, wnętrze późnobarokowe |
| Uście Solne       |                       | Drewniana zabudowa w Uściu Solnym                                | Uście Solne 180                                     | przełom XIX i XX wieku | |
| Wierzchosławice   |                       | Stary Dom w Wierzchosławicach                                    |                                                     | 1814, 1905–1913        | Stary Dom w Wierzchosławicach oraz Zagroda Wincentego Witosa |
| Wojnicz           |                       | Kościół św. Leonarda w Wojniczu                                  |                                                     | 2 poł. XVI wieku       | kościół jednonawowy, z ołtarzem w formie tryptyku |
| Zaborów           |                       | Dzwonnica przy kościele w Zaborowie                              | Zaborów 85                                          | 1830                   | |
| Zakliczyn         |                       | Zabudowa drewniana                                               |                                                     | XVIII i XIX wiek       | zabudowa małomiasteczkowa, zachowany układ urbanistyczny z czworokątnym rynkiem, unikatowe przykłady konstrukcji przysłupowej                                                              |
| Zalipie           |                       | Drewniane zagrody                                                |                                                     | XIX wiek               | zagrody w Zalipiu ozdabiane są pięknymi malunkami, warto zwrócić szczególną uwagę na Dom Malarek oraz Zagrodę Felicji Curyłowej, która stanowi oddział Muzeum Ziemi Tarnowskiej w Tarnowie |
| Zawada            |                       | Kościół św. Marcina w Zawadzie                                   | Zawada 47                                           | 2 poł. XV wieku        | wewnątrz cenny krucyfiks i płaskorzeźby z XVI wieku |
| Żelichów          |                       | Kościół św. Zygmunta w Żelichowie                                |                                                     | 1642                   | |

### Trasa Orawa, Podhale, Spisz i Pieniny
| Miejscowość             | Zdjęcie                                           | Nazwa obiektu                                                            | Adres i lokalizacja | Czas powstania                 | Uwagi |
| ----------------------- | ------------------------------------------------- | ------------------------------------------------------------------------ | ------------------- | ------------------------------ | --- |
| Białka Tatrzańska       |                                                   | Kościół Świętych Apostołów Szymona i Judy Tadeusza w Białce Tatrzańskiej |                     | 1700                           | |
| Bukowina Tatrzańska     |                                                   | Kościół Najświętszego Serca Pana Jezusa w Bukowinie Tatrzańskiej         |                     | 1887–1900                      | |
| Bukowina Tatrzańska     | Dom Ludowy im. Franciszka Ćwiżewicza              |                                                                          |                     |                                | |
| Chochołów               |                                                   | drewniana zabudowa Chochołowa                                            |                     |                                | malownicza wieś, naturalny rezerwat drewnianej architektury: domy zrębowe, kryte wysokimi dachami gontowymi, w tym unikatowy dom wzniesiony z pnia jednej parosetletniej jodły.                 |
| Chochołów               | Muzeum Powstania Chochołowskiego w Chochołowie    |                                                                          |                     |                                | |
| Czarna Góra             |                                                   | Zagroda Korkoszów w Czarnej Górze                                        |                     |                                | Muzeum Kultury Ludowej Spisza |
| Dębno Podhalańskie      |                                                   | Kościół św. Michała Archanioła w Dębnie Podhalańskim                     |                     | koniec XV wieku                | zachowany bez zmian, jeden z najcenniejszych w Polsce; bogate wyposażenie wnętrza, m.in. krucyfiks z XIV w. i kompletny tryptyk z XVI w. Obiekt wpisany na listę światowego dziedzictwa UNESCO. |
| Grywałd                 |                                                   | Kościół św. Marcina w Grywałdzie                                         |                     | II połowa XV wieku             | jeden z cenniejszych kościołów Podhala; jednonawowy z wieżą izbicową, wewnątrz cenne malowidła                                                                                                  |
| Harklowa                |                                                   | Kościół Narodzenia Najświętszej Maryi Panny w Harklowej                  |                     | przełom XV i XVI wieku         | wewnątrz bogate wyposażenie |
| Jurgów                  |                                                   | Kościół św. Sebastiana i Matki Boskiej Różańcowej w Jurgowie             |                     | 1675                           | bogate wyposażenie barokowe |
| Jurgów                  |                                                   | Zespół szałasów na Polanie Podokólne w Jurgowie                          |                     |                                | skupisko szałasów pasterskich, unikat archaicznej kultury materialnej ziem górskich |
| Jurgów                  |                                                   | Zagroda Sołtysów w Jurgowie                                              |                     |                                | obecnie mieści się tu oddział Muzeum Tatrzańskiego w Zakopanem |
| Kluszkowce              |                                                   | Osada Czorsztyn                                                          | os. Stylchyn 1      | XIX wiek, do lat. 30. XX wieku | zagrody, spichlerze, wille, przeniesione z terenu Zalewu Czorsztyńskiego |
| Krościenko nad Dunajcem |                                                   | Zabudowa w Krościenku n. Dunajcem                                        |                     | XIX wiek                       | |
| Krzeczów                |                                                   | Kościół św. Wojciecha w Krzeczowie                                       |                     | przełom XVI i XVII wieku       | |
| Lachowice               |                                                   | Kościół Świętych Apostołów Piotra i Pawła w Lachowicach                  |                     | 1789                           | |
| Łętownia                |                                                   | Kościół św. św. Szymona i Judy Tadeusza w Łętowni                        |                     | 1760–1765                      | kościół jednonawowy z parą kaplic i wieżą; wewnątrz malowidła i bogate wyposażenie z XVIII wieku                                                                                                |
| Łopuszna                |                                                   | Kościół Świętej Trójcy w Łopusznej                                       |                     | XV wiek                        | jednonawowy, w ołtarzu tryptyk z w. XV. |
| Łopuszna                |                                                   | Dwór Tetmajerów                                                          |                     | 1800                           | dwór z facjatą i dachem polskim, obecnie mieści się tu oddział Muzeum Tatrzańskiego w Zakopanem                                                                                                 |
| Maniowy                 |                                                   | Kaplica św. Sebastiana w Maniowach                                       | ul. Mickiewicza     | 1723                           | kaplica z krużgankami, przeniesiona w latach 1987–1988 z cmentarzem do Nowych Maniów z powodu budowy Zbiornika Czorsztyńskiego                                                                  |
| Niedzica                |                                                   | Spichlerz w Niedzicy                                                     |                     |                                | |
| Niedzica                | Zabudowa na Polanie Sosny w Niedzicy              |                                                                          |                     |                                | |
| Nowy Targ               |                                                   | Kościół św. Anny w Nowym Targu                                           |                     | II połowa XV wieku             | |
| Orawka                  |                                                   | Kościół św. Jana Chrzciciela w Orawce                                    |                     | 1650–1659                      | bogate wyposażenie wnętrza: malowidła ścienne i figuralne diabły i dusze czyśćcowe z wieku XVI, gotycki posąg Chrystusa Frasobliwego z XV wieku                                                 |
| Rabka                   |                                                   | Kościół św. Marii Magdaleny w Rabce                                      |                     | 1606                           | kościół jednonawowy z potężną wieżą izbicową, zwieńczoną barokowym hełmem cebulastym, obecnie Muzeum Regionalne im. Władysława Orkana                                                           |
| Rdzawka                 |                                                   | Kościół Świętego Krzyża na Obidowej w Chabówce                           |                     | 1757                           | |
| Sidzina                 |                                                   | Skansen w Sidzinie                                                       |                     |                                | |
| Sieniawa                |                                                   | Kościół św. Antoniego                                                    |                     | 1740                           | |
| Spytkowice              |                                                   | Kościół Niepokalanego Poczęcia Najświętszej Maryi Panny w Spytkowicach   |                     | 1758                           | |
| Sromowce Niżne          |                                                   | Kościół św. Katarzyny w Sromowcach Niżnych                               |                     | 1513                           | |
| Sucha Beskidzka         |                                                   | Karczma „Rzym”                                                           |                     | XVIII wiek                     | |
| Szczawnica              |                                                   | Zabudowa uzdrowiskowa                                                    |                     | XIX wiek                       | zabudowa zdrojowa z willami i pensjonatami w stylu tyrolskim |
| Trybsz                  |                                                   | Kościół św. Elżbiety Węgierskiej w Trybszu                               |                     | 1567                           | |
| Witów                   |                                                   | Kościół Matki Boskiej Szkaplerznej w Witowie                             |                     | 1910–1912                      | |
| Zakopane                |                                                   | Kościół św. Klemensa                                                     | ul. Kościeliska     | 1847                           | obecnie kościół nosi wezwanie Matki Bożej Częstochowskiej, obok znajduje się zabytkowy Cmentarz Zasłużonych na Pęksowym Brzyzku z mogiłami wielu znanych ludzi związanych z Podhalem            |
| Zakopane                |                                                   | Kościół św. Jana Apostoła i Ewangelisty na Harendzie                     |                     | XVIII wiek                     | kościół przeniesiony z Zakrzowa |
| Zakopane                |                                                   | Willa Harenda                                                            |                     |                                | obecnie w willi mieści się Muzeum Biograficzne Jana Kasprowicza |
| Zakopane                |                                                   | Kaplica Najświętszego Serca Pana Jezusa na Jaszczurówce                  |                     | początek XX wieku              | kaplica na wysokiej granitowej podmurówce, zaprojektowana przez Stanisława Witkiewicza w stylu zakopiańskim                                                                                     |
| Zakopane                |                                                   | Chata Sabały na Krzeptówkach                                             | Krzeptówki 17       | koniec XVIII wieku             | dom Jana Krzeptowskiego Sabały |
| Zakopane                |                                                   | Willa „Koliba”                                                           | ul. Kościeliska 18  | 1892–1893                      | willa w stylu zakopiańskim, zaprojektowana przez Stanisława Witkiewicza, obecnie mieści się tu Muzeum Stylu Zakopiańskiego im. St. Witkiewicza, będące oddziałem Muzeum Tatrzańskiego           |
| Zakopane                |                                                   | Muzeum Karola Szymanowskiego w willi „Atma” w Zakopanem                  | ul. Kasprusie 19    | 1895                           | obecnie mieści się tu Muzeum Karola Szymanowskiego |
| Zakopane                |                                                   | Willa Pod Jedlami                                                        |                     | 1896–1897                      | |
| Zakopane                |                                                   | Willa Witkiewiczówka                                                     |                     | 1903–1904                      | |
| Zakopane                | Zespół drewnianej zabudowy góralskiej w Zakopanem |                                                                          |                     |                                | |
| Zakopane                |                                                   | Muzeum Stylu Zakopiańskiego                                              |                     | 1830                           | w willi „Koliba” |
| Zawoja                  |                                                   | Kościół św. Klemensa Papieża i Męczennika w Zawoi                        |                     | 1888                           | |
| Zawoja                  |                                                   | Skansen im. Józefa Żaka w Zawoi Markowej                                 |                     | 1973                           | |
| Zubrzyca Górna          |                                                   | Skansen w Zubrzycy Górnej                                                |                     |                                | skansen, dworek, chałupy, karczmy, zespół przemysłowy napędzany wodą, budownictwo obszaru orawskiego. Wnętrza wyposażone w pierwotne sprzęty i dzieła sztuki ludowej                            |

### Trasa Kraków i okolice
| Miejscowość            | Zdjęcie                                | Nazwa obiektu                                                                      | Adres i lokalizacja                                                   | Czas powstania     | Uwagi |
| ---------------------- | -------------------------------------- | ---------------------------------------------------------------------------------- | --------------------------------------------------------------------- | ------------------ | --- |
| Barwałd Dolny          |                                        | Kościół św. Erazma w Barwałdzie Dolnym                                             | Barwałd Dolny 50                                                      | 1782               | kościelna wieża pochodzi ze starszej świątyni i jest nietypowo usytuowana przy prezbiterium |
| Biórków Wielki         |                                        | Kościół Wniebowzięcia Najświętszej Maryi Panny w Biórkowie Wielkim                 | Biórków Wielki 48 50°10′08,99″N 20°10′23,26″E/50,169164 20,173128     | 1633               | |
| Bobrek                 |                                        | Spichlerz folwarczny w Bobrku                                                      | ul. Nadwiślańska 9                                                    | 1779               | dwukondygnacyjny, konstrukcji zrębowej, wzorowany na spichlerzach folwarcznych Śląska |
| Czulice                |                                        | Kościół św. Mikołaja w Czulicach                                                   | Czulice 31                                                            | 1547               | |
| Dłużec                 |                                        | Kościół św. Mikołaja i Wawrzyńca w Dłużcu                                          |                                                                       |                    | |
| Dobczyce               |                                        | Skansen w Dobczycach                                                               |                                                                       |                    | zespół małego skansenu z karczmą i budynkami gospodarczymi |
| Glanów                 |                                        | drewniane zabudowania przy dworze w Glanowie                                       | Glanów 50°18′56,207″N 19°49′19,639″E/50,315613 19,822122              | XVIII wiek         | sam klasycystyczny dwór jest murowany, ale otacza go park, w którym stoją zabudowania gospodarcze, m.in. drewniano-murowana stodoła, spichlerz, budynek gospodarsko-mieszkalny, chałupa z Podwilka oraz spichlerz z Suchej        |
| Głębowice              |                                        | Kościół Matki Bożej Szkaplerznej w Głębowicach                                     | Głębowice 46                                                          | 1518               | kościół wzniesiony na planie krzyża łacińskiego, nawa jest drewniana, wzniesiona „na zrąb” i oszalowana, natomiast prezbiterium, zakrystia i kruchta są murowane                                                                  |
| Graboszyce             |                                        | Kościół św. Andrzeja w Graboszycach                                                | Graboszyce 15                                                         | 1585               | kościół zrębowy, nakryty dwuspadowym dachem o kalenicy różnej wysokości z piętrową wieżą i zakrystią i unikatowym barokowym wyposażeniem wewnątrz                                                                                 |
| Grojec                 |                                        | Kościół św. Wawrzyńca w Grojcu                                                     | ul. B. Chowańca 1                                                     | 1671               | kościół orientowany, drewniano murowany |
| Gruszów                |                                        | Kościół Rozesłania Świętych Apostołów w Gruszowie                                  |                                                                       | I połowa XVI wieku | |
| Iwanowice Włościańskie |                                        | Kościół św. Trójcy w Iwanowicach Włościańskich                                     | Iwanowice 96                                                          | 1745               | kościół zbudowany jest w konstrukcji zrębowej o ścianach pionowo oszalowanych z listowaniem i ze stromym dachem pokrytym blachą, zwieńczonym dwiema wieżami o konstrukcji słupowo-ramowej                                         |
| Jawiszowice            |                                        | Kościół św. Marcina w Jawiszowicach                                                | Głębowice 46 49°57′36,5″N 19°08′05,3″E/49,960139 19,134806            | 1692               | kościół jednonawowy, konstrukcji zrębowej, podbity gontem i pokryty blachą, otoczony zamkniętymi podcieniami – tzw. sobotami |
| Kraków                 |                                        | Kaplica św. Małgorzaty i św. Judyty                                                | ul. Kościuszki 88 50°03′09,2″N 19°54′45,6″E/50,052556 19,912667       | XVII wiek          | kaplica ośmioboczna konstrukcji zrębowej, wzniesiona na planie centralnym, nakryta kopułą z latarnią |
| Kraków                 | Zabudowa w Krakowie – Woli Justowskiej |                                                                                    |                                                                       |                    | |
| Kraków                 |                                        | Kościół św. Jana Chrzciciela i Matki Boskiej Szkaplerznej w Krakowie-Krzesławicach | ul. Wańkowicza 35                                                     |                    | kościół przeniesiono z Jawornika koło Myślenic i umieszczono obok dworku Jana Matejki, jako zalążek skansenu, który jednak nigdy nie powstał                                                                                      |
| Kraków                 |                                        | Kościół Wszystkich Świętych w Krakowie na Górce Kościelnickiej                     | ul. Podbiałowa 6                                                      | 1646–1648          | kościół późnogotycki konstrukcji zrębowej |
| Kraków                 |                                        | Kościół Narodzenia Pańskiego i św. Bartłomieja Apostoła w Krakowie                 | ul. Klasztorna 11                                                     |                    | kościół znajduje się pod opieką cystersów, wewnątrz na suficie przedstawiona jest ogromna scena Adoracji Najświętszej Marii Panny przez św. Bernarda z Clairvaux.                                                                 |
| Krzesławice            |                                        | Pustelnia św. Benedykta w Krzesławicach                                            |                                                                       | 1886               | pustelnię tworzą kaplica, dom i kapliczka |
| Krzęcin                |                                        | Kościół Narodzenia Najświętszej Maryi Panny w Krzęcinie                            | Krzęcin 47                                                            | 1589               | kościół konstrukcji zrębowej, oszalowany, z dwiema wieżami słupowymi i niewielką wieżyczką na sygnaturkę |
| Lanckorona             |                                        | drewniana zabudowa Lanckorony                                                      |                                                                       | XIX wiek           | pierwotne założenia urbanistyczne, z czworobocznym rynkiem i zwartą zabudową |
| Łapanów                |                                        | Kościół św. Bartłomieja Apostoła w Łapanowie                                       |                                                                       | 1529               | |
| Marcyporęba            |                                        | Kościół św. Marcina w Marcyporębie                                                 | Marcyporęba 88 49°57′36,5″N 19°08′05,3″E/49,960139 19,134806          | 1677               | |
| Mętków                 |                                        | Kościół Matki Bożej Częstochowskiej w Mętkowie                                     | ul. Floriana 1                                                        | 1771               | trójnawowy modrzewiowy kościół przeniesiony z Niegowici |
| Miechów                |                                        | Dworek „Zacisze” w Miechowie                                                       | ul. Racławicka 26 50°21′18,74″N 20°02′14,45″E/50,355206 20,037347     | 1784               | parterowy dworek wybudowany według zasad konstrukcji zrębowej, przykryty gontem, obecnie pod opieką Muzeum Regionalnego w Miechowie                                                                                               |
| Modlnica               |                                        | Kościół św. Wojciecha i Matki Boskiej Bolesnej w Modlnicy                          | ul. św. Wojciecha 83 50°07′51,60″N 19°51′45,76″E/50,131000 19,862711  | 1553               | |
| Nidek                  |                                        | Kościół Świętych Apostołów Szymona i Judy Tadeusza w Nidku                         | ul. św. Jana Pawła II 3 49°54′14,5″N 19°19′13,5″E/49,904028 19,320417 | 1536               | kościół późnogotycki, jednonawowy, otoczony krużgankami |
| Ojców                  |                                        | Kaplica św. Józefa Rzemieślnika zwana również Kaplicą „Na Wodzie”                  | Ojcowski Park Narodowy                                                | 1901               | kaplica powstała po przebudowaniu łazienek zdrojowych, wzniesiono ją na planie krzyża kaplica i osadzono na filarach umieszczonych w potoku Prądnik; ściany pokrywa ozdobny szlunek, a całość wieńczy ażurowa wieżyczka z krzyżem |
| Ojców                  |                                        | zabudowa w Ojcowie                                                                 |                                                                       | XIX wiek           | zabudowa uzdrowiskowa i wypoczynkowa z końca XIX wieku i początku XX wieku |
| Osiek                  |                                        | Kościół św. Andrzeja                                                               | ul. Kościelna 13                                                      | 1538–1549          | kościół jednonawowy z wieżą izbicową, otoczony krużgankami. |
| Paczółtowice           |                                        | Kościół Nawiedzenia Najświętszej Marii Panny w Paczółtowicach                      | Paczółtowice 14                                                       | 1510               | kościół zrębowy, oszalowany, z dachami podbitymi gontami, z wieżą nakrytą łamanym dachem i zwieńczoną cebulastą kopułą |
| Polanka Wielka         |                                        | Kościół św. Mikołaja w Polance Wielkiej                                            | ul. Kościelna 26                                                      | XVI wiek           | kościół z XVI wieku, w XVII wieku przebudowany na styl barokowy, z wnętrzem zdobionym gzymsami i pilastrami |
| Poręba Dzierżna        |                                        | Kościół św. Marcina w Porębie Dzierżnej                                            | Poręba Dzierżna 1 50°25′24,899″N 19°46′45,718″E/50,423583 19,779366   | 1766               | Nawę powiększono o murowaną część w 1870 roku |
| Poręba Wielka          |                                        | Kościół św. Bartłomieja w Porębie Wielkiej                                         | Poręba Wielka 5                                                       | XVI wiek           | kościół jest jednym z najstarszych kościołów na Pogórzu Śląskim |
| Przesławice            |                                        | Kościół Najświętszej Marii Panny Matki Kościoła w Przesławicach                    | Przesławice 83 50°18′57,90″N 20°00′24,78″E/50,316083 20,006883        | XVIII wiek         | Pierwotnie wzniesiony w Gołczy w XVIII w. z pozostałości kościoła z 1657 r., przeniesiony w latach 1972–1974 |
| Raciechowice           |                                        | Kościół św. Jakuba Apostoła i św. Katarzyny Aleksandryjskiej w Raciechowicach      |                                                                       | 1720               | w kościele znajduje się m.in. XVI-wieczny obraz Najświętszej Marii Panny w sukienkach metalowych |
| Racławice              |                                        | Kościół Narodzenia Najświętszej Maryi Panny w Racławicach                          | Racławice 54                                                          | 1511               | |
| Radocza                |                                        | Kościół Przemienienia Pańskiego w Radoczy                                          | Radocza 80                                                            | 1525               | na przełomie XVI i XVII wieku w kościele tym mieścił się zbór kalwiński |
| Rodaki                 |                                        | kościół św. Marka w Rodakach                                                       |                                                                       | 1601               | kościół jednonawowy, przykryty gontem, częściowo z podcieniami |
| Skała                  |                                        | dzwonnica przy kościele św. Mikołaja w Skale                                       | ul. Kościelna 2 50°14′17,5″N 19°51′13,2″E/50,238194 19,853667         | 1764               | |
| Skawinki               |                                        | Kościół św. Joachima w Skawinkach                                                  | Skawinki 49°49′20,81″N 19°42′39,57″E/49,822447 19,710992              | 1722               | W latach 1960–1962 przeniesiony z Przytkowic |
| Sosnowice              |                                        | Kościół Imienia Najświętszej Marii Panny w Sosnowicach                             |                                                                       | XVI wiek           | |
| Ulina Wielka           |                                        | Kościół św. Katarzyny w Ulinie Wielkiej                                            | Ulina Wielka 100 50°19′12,26″N 19°53′15,46″E/50,320072 19,887628      | 1655               | |

## Znaczenie i zwiedzający
Osiem obiektów znajdujących się na szlaku jest wpisanych na listę światowego dziedzictwa Kulturowego i Naturalnego UNESCO. W 2008 roku szlak odwiedziło około 80 tysięcy turystów.